# Warzenchamäleon

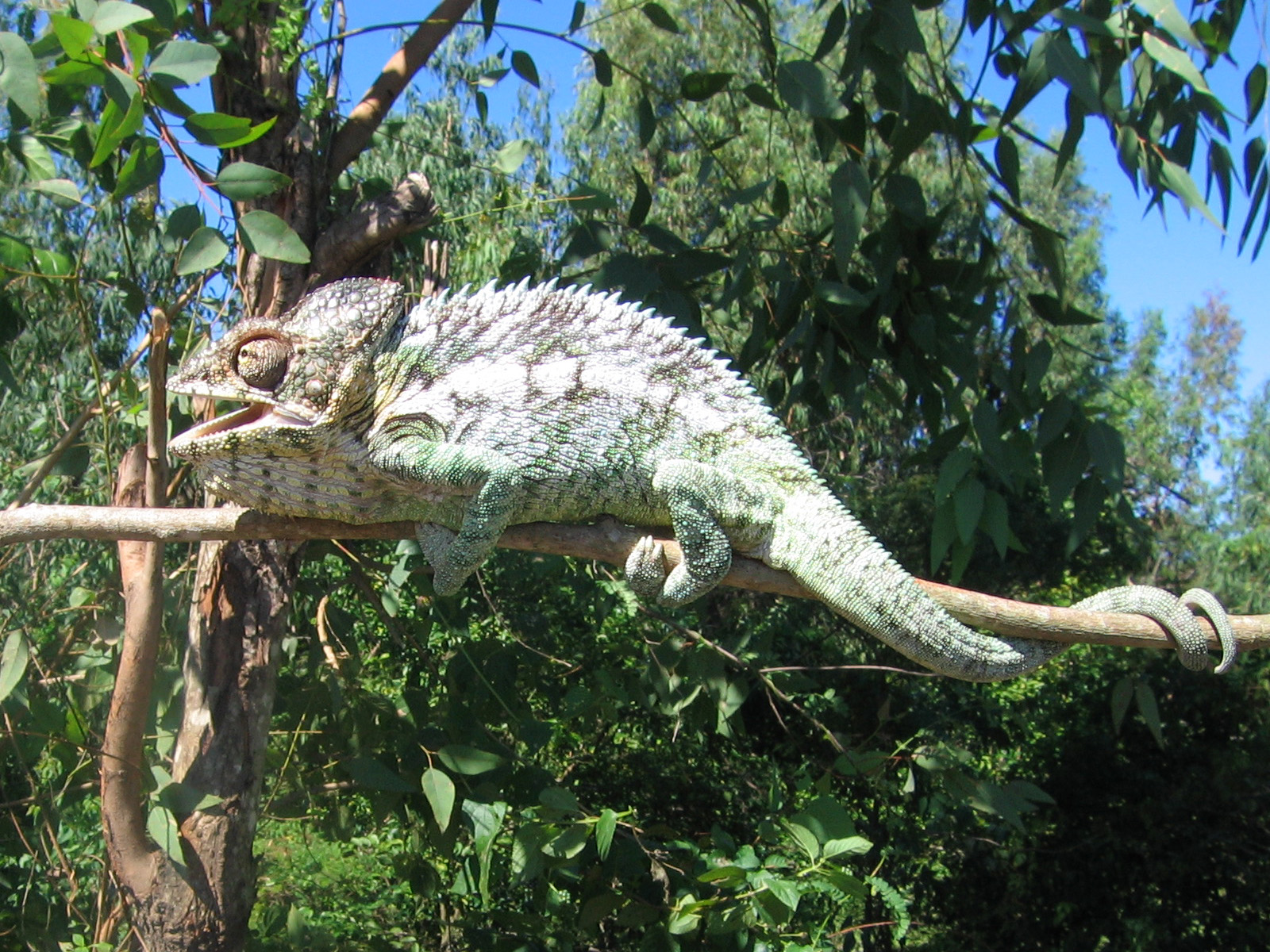
Warzenchamäleon in Berenty

Das Warzenchamäleon (Furcifer verrucosus, warty chameleon, spiny chameleon, crocodile chameleon) ist eine endemische Chamäleonart aus Madagaskar. Sie wurde erstmals 1829 von Georges Cuvier beschrieben.

## Taxonomie
Es gibt zwei Unterarten, Furcifer v. verrucosus und Furcifer v. semicristatus, wobei letztere hauptsächlich im südlichsten Teil der Insel vorkommt. Dieses Chamäleon ist eng mit dem Riesenchamäleon (Furcifer oustaleti) verwandt. Die beiden Arten bilden einen Artenkomplex und jedes Mitglied der Gruppe könnte eine kryptische Art sein (zwei Arten, die im Feld nicht unterscheidbar sind und derzeit als eine einzige Art angesehen werden). Die genaue taxonomische Beziehung zwischen den Mitgliedern der Gruppe ist unklar. Es liegen neue Erkenntnisse vor, die darauf hindeuten, dass die beiden Arten Schwesterarten sind und sich bereits im Plio-Pleistozän differenziert haben. Früher war die Art nur als Furcifer oustaleti bekannt, doch Jean-Francois Mocquard entdeckte 1894 einige morphologische Unterschiede in den Kämmen der beiden Arten.

## Merkmale
Das Warzenchamäleon ist eine große Art, deren Männchen eine Gesamtlänge von 56 cm und Weibchen eine Gesamtlänge von 21 cm erreichen. Es tritt ein ausgeprägter Sexualdimorphismus auf. Auf dem Kopf trägt die Art einen „Casque“, einen helmähnlichen Kamm aus Schuppen. Von den Augen bis zur Schnauze verläuft ein kleiner Kamm entlang einer erhöhten Verdickung. Es gibt weitere niedrige Kämme entlang der Flanken, entlang der Kehle und entlang des Bauches. Bei Männchen verläuft ein markanter Kamm aus bis zu 40 mm langen Stacheln entlang des Rückens, bei Weibchen ist dieser kurz und setzt sich in Form von Tuberkeln entlang der Wirbelsäule fort. Beide Geschlechter haben eine Reihe großer Schuppen, die eine Seitenlinie bilden. Der lange Schwanz ist als Greifschwanz ausgebildet. Die allgemeine Farbe dieses Chamäleons ist grau oder braun, unterschiedlich fleckig oder undeutlich gebändert, mit einem weißen unterbrochenen Streifen auf jeder Seite. Weibchen haben normalerweise eine blassere Farbe und Männchen sind an Bauch, Schwanz und Gliedmaßen oft grün gefärbt. Der Unterschied zur Gattung Calumma besteht darin, dass sich bei Furcifer keine Hinterhauptslappen finden. Männchen haben sehr große Hemipenissäcke.

## Verbreitung und Lebensraum
Das Warzenchamäleon kommt nur auf der Insel Madagaskar vor, einschließlich Manderano in der Region Toliara. Es kommt in weiten Teilen des westlichen Teils der Insel und in trockeneren Teilen des Südens vor. Man findet es selten im Primärregenwald, es bevorzugt trockenes Ödland, auch in Meeresnähe. Es handelt sich um eine Landart, die in niedrigen Büschen herumklettert. Bei heißem Wetter zieht es sich manchmal in einen sandigen Bau zurück, um sich abzukühlen. Sowohl die Arten Furcifer v. verrucosus als auch Furcifer v. oustaleti gelten als CITES-Arten (Übereinkommen über den internationalen Handel mit gefährdeten Arten) und stehen weltweit  unter Schutz und dürfen nicht gehandelt werden.

## Biologie
Das Warzenchamäleon ernährt sich hauptsächlich von Insekten, die es mit seiner langen, klebrigen Zunge fängt. Das Weibchen legt pro Jahr ein Gelege mit 30 bis 60 Eiern, die etwa 200 Tage lang ausbrüten. Aus ihnen schlüpfen junge Chamäleons, die mit sechs Monaten bis zu einem Jahr wieder geschlechtsreif werden.